# مگان بوریج
مگان بوریج متولد سال ۱۹۹۴–۱۹۹۵ در اسکاتلند است. او اولین زن نظامی است که در تاتو نظامی سلطنتی ادینبورگ به عنوان تک‌نوازنده انتخاب شد. همچنین اولین زنی بود که دوره اصلی ارتش را در لنس بمباردیر از برنتیسلند، در فایف، گذراند.

## سنین جوانی و تحصیلات
بوریج در سن ۹ سالگی و پس از الهام گرفتن از خواهرش کری-آن که در فیلم The Black Watch Cadets Pipes and Drums بازی می‌کرد، نواختن با گای کیپ را شروع کرد. او همچنین همراه گروه‌های نظامی مانند رویال بورگ گروه پایپ اینورکیتینگ نوازندگی می‌کرد.

## شغل ارتشی
او پس از ترک مدرسه در سن ۱۶ سالگی به ارتش پیوست و یک سال را در دانشکده بنیاد ارتش در هاروگیت به پایان رساند. او توپچی اسکاتلندی و عضو نوزدهمین توپخانه سلطنتی هنگ است. او توپچی بودن را انتخاب کرد تا استعداد بالقوه خود به عنوان یک نوازنده را بهبود بخشد. زمان‌هایی که او نوازندگی نمی‌کند، به عنوان افسر درجه‌دار ترابری در اداره حمل‌ونقل روزانه هنگ فعالیت می‌کند.

### تک‌نوازنده
در اوت ۲۰۱۶، او برای ایفای نقش تک‌نوازنده در تاتو نظامی سلطنتی ادینبورگ انتخاب شد. او نوحه "بخواب عزیزم، بخواب" را در باروهای قلعه ادینبورگ برای ۸۸۰۰ تماشاگر پخش کرد.
او به بی‌بی‌سی که او را به عنوان یکی از ۱۰۰ زن خود در سال ۲۰۱۶ انتخاب کرد، گفت: «نوازندگی کمی تمرین و صبر زیاد می‌طلبد که تکنیک اصلی نوازندگی است.»
آرزوی او این است که روزی به عنوان سرگرد ارشد نوازندگان ارتش منصوب شود و در نهایت به سمت نوازندگی پادشاه برسد.